# Maribaja
Maribaja is een single van The Cats die werd uitgebracht in 1973. Het nummer verscheen hetzelfde jaar op hun lp Home.
Maribaja werd geschreven door Arnold Mühren. Maribaja verwijst naar Maribaya op West-Java in Indonesië, een land waarin The Cats in 1971 een tournee hielden. BZN refereerde ook aan die plaats op hun single Maribaya.  Op de B-kant van The Cats-single stond Time machine (hey, come on back in time), dat Mühren samen met Piet Veerman schreef.

## Hitnotering

### Nederlandse Top 40
De single was Alarmschijf en stond zes tot zeven weken in de Nederlandse hitlijsten. In de Top 40 bereikte het nummer 6 als hoogste notering, in de Single Top 100 nummer 7.
| Positie: | 16 | 7 | 6 | 8 | 14 | 22 | 34 | uit |

### NederlandseDaverende 30
| Positie: | 20 | 8 | 7 | 9 | 15 | 26 | uit |